# Lagunas de Santa María la Real de Nieva
Lagunas de Santa María la Real de Nieva este o arie protejată (arie specială de conservare — SAC, sit de importanță comunitară — SCI) din Spania întinsă pe o suprafață de 630,87 ha, integral pe uscat.

## Localizare
Centrul sitului Lagunas de Santa María la Real de Nieva este situat la coordonatele 41°00′41″N 4°23′54″W / 41.0114°N 4.3984°V.

## Înființare
Situl Lagunas de Santa María la Real de Nieva a fost declarat sit de importanță comunitară în august 2000 pentru a proteja 1 specie de animale. Situl a fost protejat și ca arie specială de conservare în septembrie 2015.

## Biodiversitate
Situată în ecoregiunea mediteraneană, aria protejată conține 7 habitate naturale: Lacuri eutrofice naturale cu vegetație de tip Magnopotamion sau Hydrocharition, Iazuri temporare mediteraneene, Salicornia și alte specii anuale care populează regiunile mlăștinoase și nisipoase, Ape puternic oligomezotrofe cu vegetație bentonică cu Chara spp., Pseudostepă cu ierburi și specii anuale de Thero-Brachypodietea, Pășuni mediteraneene udate de apa mării (Juncetalia maritimi), Pajiști umede mediteraneene cu ierburi înalte de Molinio-Holoschoenion.
La baza desemnării sitului se află o specie protejată de  amfibieni: Discoglossus galganoi.
Pe lângă speciile protejate, pe teritoriul sitului au mai fost identificate 3 specii de plante, 5 specii de amfibieni, 2 specii de mamifere.